# Наших дітей діти
«Наших дітей діти» (англ. Our Children's Children) — науково-фантастичний роман американського письменника Кліффорда Сімака, вперше надрукований 1973 року.
Оповідання на улюблену тему Кліффорда Сімака, зустрічі з іншопланетянами, але цього разу вона переплітається з описом вигаданої подорожі в часі.

## Історія видання
Вперше роман надрукували у Сполучених Штатах двома частинами у номерах журналу «Worlds of If» за травень/червень та липень/серпень 1973 року, а в 1974 році видавництво GP Putnam's Sons у Нью-Йорку надрукувало його однією книгою.

## Сюжет
|                                              | Бентлі Прайс, фотограф «Global News Service», поставив стейк на гриль, дочекався його приготування та влаштувався на шезлонгу з банкою пива в руці, коли під старим дубом відчинилися двері й почали виходити люди. |
| — Clifford D. Simak. Our Children's Children | |

У Фолс-Черч, Вірджинія, на очах фотокореспондента Бентлі Прайса тисячі людей починають виходити з порталу, який раптово відкрився. Те ж саме відбувається ще в двох сотнях місць по всьому світу, і уряд Сполучених Штатів на чолі з президентом Семюелом Дж. Гендерсоном негайно вживає заходів для подолання надзвичайної ситуації, за оцінками, кількість біженців становитиме близько двох мільярдів. Стів Вілсон, пресофіцер Білого дому, працює над вирішенням усіх проблем, ігноруючи причину цього мирного вторгнення, допоки Мейнард Гейл, прессекретар у справах біженців, не буде прийнятий до президента, який повідомив про причини втечі. Мейнард та інші втекли з майбутнього, а саме з 2498 року, не в змозі захиститися від насильства монстрів з космосу, які двадцять років тому вторглися в них. Єдина можливість виживання для людської раси полягала в тому, щоб знайти притулок у минулому, а саме в міоцені, при цьому зупинившись у ХХ столітті, щоб краще організувати вихід. Мейнард закликає до співпраці Сполучені Штати та всі промислово розвинені штати для створення нових порталів, надання насіння та тварин для колонізації минулого. Клінтон Чепмен, голова потужної промислової організації, пропонує взяти на себе будівництво тунелів часу по всьому світу в обмін на необмежені права на їх комерційну експлуатацію. Президент не дуже схвально оцінює такий варіант, але, здавалося б, це єдине рішення, щоб не кинути США і світ в економічну кризу.
Тим часом, незважаючи на запобіжні заходи, вжиті людьми майбутнього, та артилерійські позиції з іншого боку, двом монстрам вдається перетнути портали: одному в Сполучених Штатах, іншому в Африці. Монстри є гермафродитами та мають особливі характеристики пристосування; вони починають відкладати сотні яєць, з яких через декілька годин виходять маленькі монстри-вбивці. Патрулювання збройних сил марні, оскільки маленькі інопланетяни зникають у повітрі, щойно на них націлюють зброю. СРСР пропонує військову підтримку США для полювання на монстрів, стурбовані тим, що інопланетяни можуть поширитися по всьому світу.
Раптове прибуття мільярдів біженців вводить людство в замішання, незважаючи на те, що мандрівники в часі частково пом'якшили незручності, пропускаючи їжу через портал. Джейк Біллінгс, телевізійний проповідник євангелістів, збурює натовп, щоб переконати біженців, традиційно атеїстів, прийняти християнську релігію. Економічні обмеження, введені урядами, ще більше викликають заворушення. На щастя, з'ясовується, що монстри при націлюванні тікають у минуле, в часи динозаврів (імовірно ставши причиною їхнього вимирання), а перейняли цю здатність, пройшовши через портал. Таким чином, загроза відвернена, і біженці зможуть продовжити свою подорож у міоцен після завершення будівництва порталів. Проте план збагачення Клінтона Чепмена приречений на провал, оскільки, всупереч тому, що стверджують його вчені, технологія, яка стоїть за тунелями, дозволяє лише подорожувати в минуле. Не виключено, що багато жителів ХХ століття вирішують по черзі переселитися в міоцен.

## Головні герої
- Пентлі Прайс — фотожурналіст. Його фотографії виявляються корисними підказками для розгадки таємниці зникнення монстрів.
- Стів Вілсон — пресофіцер Білого дому.
- Джуді Грей — секретарка Стіва Вілсона, з якою в нього роман.
- Семюел Дж. Гендерсон — президент Сполучених Штатів.
- Мейнард Гейл — речник біженців з майбутнього.
- Моллі Кімбелл — журналістка, одна із перших, хто бере інтерв'ю у біженців.
- Еліс Гейл — дочка Мейнарда.
- Клінтон Чепмен — керівник потужної промислової організації. Він пропонує взяти на себе будівництво тунелів часу по всьому світу в обмін на необмежені права на їх комерційну експлуатацію.
- Джейк Біллінгс — преподобний євангеліст. Його впертість у марних спробах євангелізувати атеїстів-біженців того часу призведе до суспільних заворушень.
- Федір Морозов — посол Радянського Союзу.